# Вирџин рејсинг
Манор гран при је тркаћи тим који ће се такмичити у Формули 1 од 2010. године. Манор је осигурао учешће 12. јуна 2009. године као један од четири нова тима у 61. сезони Формуле 1.
Познати тим из кога се развила Ф1 екипа је Манор моторспорт, тим који се такмичи у Формули 3. Тим је познат по томе што су у њему возили Кими Раиконен и Луис Хамилтон. Обе екипе ће наставити да се такмиче у обе серије.
Манор је најавио да ће у дебитантској сезони везити Тимо Глок.